# Vasakyrkan, Kalmar

Vasakyrkan är en kyrkobyggnad i Kalmar i Växjö stift. Den är församlingskyrka i Vasakyrkans församling. Församlingen är organiserad likt en missionsförening men fungerar i praktiken som en egen församling inom Evangeliska fosterlandsstiftelsen. År 1872 bildades Kalmar Evangeliska Lutherska Missionsförening och 1878 sökte föreningen medlemskap i EFS.

## Kyrkobyggnaden
Byggstarten ägde rum 26 augusti 1980 och den invigdes 26 september 1981.